# Вчера закончилась война
«Вчера закончилась война» — российский телесериал, снятый в 2010 году режиссёром Владимиром Балкашиновым. Премьера состоялась 15 февраля 2011 года по телеканале «Россия 1». Жанр: мелодрама, военная драма.

## Сюжет
Идёт весна 1945 года. До Победы остаются считанные дни, но об этом пока никто не знает. Люди продолжают жить в напряжении: всё с тем же замиранием в сердце слушают они голос Левитана, всё так же оплакивают близких, на которых получают похоронки.
Жизнь в деревне Марьино идёт своим чередом, лишь весна добавила забот труженикам: снова им выходить в поле, снова пахать и сеять… И вот появляется Катерина — молодая амбициозная коммунистка, которую партия направила возглавить колхоз. Жизнь в деревне превратит неопытную идеалистку в крепкую хозяйственницу, в «железную леди» — она и врага победит, и хозяйство наладит.

## В ролях
- Юлия Майборода — Катя (Екатерина Архиповна)
- Николай Иванов — Гриша (Григорий Фёдорович) Конюхов
- Анатолий Руденко — Коля
- Елена Дудина — Галя Конюхова
- Богдан Ступка — Фёдор Михайлович Конюхов
- Любовь Руденко — Мария Конюхова
- Алексей Шевченков — дед «Пятак» (Василий Иванович)
- Виталина Библив — Манька
- Иоланта Пилипенко — Любка
- Станислав Боклан — Захар
- Ольга Гришина — Аня
- Галина Опанасенко — баба Паша
- Людмила Загорская — Оксана Саранина
- Михаил Жонин — Иван Саранин
- Борис Георгиевский — полицай
- Олег Масленников — главный полицай
- Татьяна Печёнкина — Донка, старая цыганка
- Яна Ляхович — Ляля, молодая цыганка
- Сергей Калантай — Фриц
- Дмитрий Суржиков — Тимофей Кондратьевич, майор госбезопасности

## Съёмочная группа
- Режиссёр — Владимир Балкашинов
- Авторы сценария — Виктор Приходько, Леся Волошин, Сергей Ильницкий
- Продюсер — Виктор Приходько
- Оператор — Виктор Лысак
- Композиторы — Павел Крахмалёв, Игорь Мельничук[4].

## Музыка
В сериале звучит песня «А на сердце плачет война…» в исполнении Олега Стальчука. 

## Создание
Съёмки сериала «Вчера закончилась война» проходили на Украине в местечке Мрия, что под Киевом.

## Награды
| Премия                       | Категория                                    | Номинанты | Итог      |
| ---------------------------- | -------------------------------------------- | --------- | --------- |
| Премия «Золотой орёл» (2012) | Лучший телевизионный сериал (более 10 серий) |           | Номинация |

## Ляпы
- Село Марьино, которое сначала было занято немцами, а потом отбито у них советскими войсками, никаких следов боёв – разрушенных зданий, воронок от снарядов, оборонительных укреплений – не имеет. Вообще, кроме подбитого «тигра», бронетранспортёра и пушки да заминированного поля, никаких следов пребывания оккупантов в кадре не заметно[4].

## Другие факты
- Рабочее название сериала — «1945-й»[4].